# Végortovány
Végortovány (1899-ig Krajnó-Porubka, szlovákul: Krajná Porúbka) község Szlovákiában, az Eperjesi kerület Felsővízközi járásában.

## Fekvése
Felsővízköztől 18 km-re északnyugatra, a lengyel határ mellett fekszik.

## Története
A települést 1582-ben Porubka néven említik először. Az adóösszeírás szerint 4 jobbágy és egy zsellér háztartás adózott itt. Szláv eredetű  neve arra utal, hogy erdőirtványon keletkezett. 1773-ban és 1776-ban „Porubka” néven írják. A makovicai uradalomhoz tartozott. 1787-ben 17 házában 104 lakos élt. Lakói mezőgazdasággal foglalkoztak, különösen a hüvelyesek termelésének volt nagy hagyománya a településen.
A 18. század végén Vályi András így ír róla: „Tapi Porubka, Kraj Porubka. Sáros Vármegyében, földes Ura mind a’ kettőnek Gróf Áspermont Uraság, lakosaik katolikusok, ’s másfélék, fekszenek Hankóczhoz közel, mellynek egygyik filiája, határbéli földgyeik majd középszerűek, majd soványak, legelőjök, réttyek, fájok van, második, és harmadik osztálybéliek.”
1808-ban „Krajna Porubka” néven említik. 1828-ban 26 háza és 200 lakosa volt.
Fényes Elek 1851-ben kiadott geográfiai szótárában így ír a faluról: „Porubka, orosz falu, Sáros vmegyében, a makoviczi uradalomban, Duplin fil., 7 romai, 130 gör. kath., 8 zsidó lak. Ut. p. Bártfa.”
1863 és 1882 között „Krajnaporubka”, 1888 és 1902 között „Krajnóporubka” volt a neve. 1907-től lett a hivatalos neve „Végortovány”, mely a szláv név fordítása. Az első világháború idején, 1914 és 1915 fordulóján Bruszilov orosz csapatai szállták meg a települést. 1920 előtt Sáros vármegye Felsővízközi járásához tartozott.
A háború után sok lakója vándorolt ki a tengerentúlra. 1944 októberében a harcok súlyos károkat okoztak a községben. A felszabadulás után lakói főként Felsővízköz és Kassa üzemeiben dolgoztak.

## Népessége
| Év:            | 1994. | 2004.   | 2014.   | 2024.    |
| -------------- | ----- | ------- | ------- | -------- |
| Emberek száma: | 61    | 56      | 52      | 34       |
| Eltérés:       |       | -8,19 % | -7,14 % | -34,61 % |

| Év:            | 2023. | 2024.   |
| -------------- | ----- | ------- |
| Emberek száma: | 33    | 34      |
| Eltérés:       |       | +3,03 % |

1910-ben 162, túlnyomórészt ruszin lakosa volt.
2001-ben 58 lakosából 40 ruszin és 17 szlovák volt.
2011-ben 55 lakosából 38 ruszin és 14 szlovák.

## Nevezetességei
- A Kisboldogasszony tiszteletére szentelt fatemploma 1918 után épült, 1946-47-ben megújították. Az 1950-es években tűz pusztította el. Ma ortodox kőtemplom áll a helyén.
- Területén I. világháborús katonai temető található, ahol 1 orosz és 37 ismeretlen osztrák-magyar katona alussza örök álmát.